# 石楼乡
石楼乡，是中华人民共和国四川省南充市嘉陵区曾经下辖的一个乡。2019年10月，撤销太和乡和石楼乡，将其所属行政区域划归双桂镇管辖。

## 行政区划
石楼乡撤销前下辖以下地区：
伯阳观村、韩家沟村、小观子村、李家观村、罗家寺村、马达山村、高屋基村、土地垭村、二灵山村、袁家店村和龙塘沟村。